# Parafia Niepokalanego Poczęcia Najświętszej Maryi Panny w Zamysłowie
Parafia Niepokalanego Poczęcia NMP w Zamysłowie – parafia rzymskokatolicka należąca do dekanatu niedobczyckiego w archidiecezji katowickiej. Została utworzona 1 maja 1983 roku. Duszpasterstwo prowadzą ojcowie franciszkanie z Prowincji Wniebowzięcia NMP w Katowicach.

## Grupy parafialne
Na terenie parafii działa kilka grup parafialnych:
- Liturgiczna Służba Ołtarza,
- Dzieci Maryi,
- Grupa Fatimska,
- Rodziny Szensztackie,
- Kręgi Szensztackie,
- Grupa Bożego Miłosierdzia,
- Żywy Różaniec,
- Franciszkański Zakon Świeckich.